# San Benedetto Tennis Cup 2018
La San Benedetto Tennis Cup 2018 è stato un torneo di tennis facente parte della categoria ATP Challenger Tour nell'ambito dell'ATP Challenger Tour 2018. È stata la 14ª edizione del torneo che si è giocato a San Benedetto del Tronto in Italia dal 16 al 22 luglio 2018 su campi in terra rossa e aveva un montepremi di 64 000 €+H.

## Partecipanti singolare

### Teste di serie
| Nazionalità | Giocatore                  | Ranking* | Testa di serie |
| ----------- | -------------------------- | -------- | -------------- |
| Serbia      | Nikola Milojević           | 162      | 1              |
| Spagna      | Carlos Taberner            | 185      | 2              |
| Italia      | Luca Vanni                 | 186      | 3              |
| Italia      | Salvatore Caruso           | 191      | 4              |
| Spagna      | Ricardo Ojeda Lara         | 196      | 5              |
| Spagna      | Daniel Gimeno Traver       | 197      | 6              |
| Italia      | Gianluigi Quinzi           | 200      | 7              |
| Colombia    | Daniel Elahi Galán Riveros | 219      | 8              |

- Ranking al 2 luglio 2018.

### Altri partecipanti
Giocatori che hanno ricevuto una wild card:
- Riccardo Balzerani
- Andrea Pellegrino
- Thomaz Bellucci
- Jacopo Berrettini

Giocatori che sono passati dalle qualificazioni:
- Grégoire Jacq
- Andrea Vavassori
- Juan Pablo Varillas
- Pietro Rondoni

Giocatori che hanno ricevuto un entry come special exempt:
- Ulises Blanch

Giocatori che hanno usufruito di un posto in tabellone come alternate:
- Benjamin Bonzi

## Partecipanti doppio

### Teste di serie
| Nazionalità          | Giocatore      | Ranking* | Nazionalità | Giocatore         | Ranking* | Testa di serie |
| -------------------- | -------------- | -------- | ----------- | ----------------- | -------- | -------------- |
| Italia               | Julian Ocleppo | 178      | Italia      | Andrea Vavassori  | 126      | 1              |
| Perù                 | Sergio Galdós  | 123      | Bolivia     | Federico Zeballos | 216      | 2              |
| Serbia               | Nikola Ćaćić   | 215      | Svizzera    | Luca Margaroli    | 162      | 3              |
| Bosnia ed Erzegovina | Tomislav Brkić | 217      | Croazia     | Ante Pavić        | 203      | 4              |

- Ranking al 2 luglio 2018.

## Vincitori

### Singolare
Daniel Elahi Galán Riveros ha battuto in finale  Sergio Gutiérrez-Ferrol con il punteggio di 6–2, 3–6, 6–2

### Doppio
Julian Ocleppo /  Andrea Vavassori hanno battuto in finale  Sergio Galdós /  Federico Zeballos con il punteggio di 6–3, 6–2